# 小奧布希夫卡
50°9′37″N 33°58′19″E / 50.16028°N 33.97194°E
小奧布希夫卡（烏克蘭語：Мала Обухівка），是烏克蘭中部的村莊，隸屬波爾塔瓦州的米爾霍羅德區。該村處於普肖爾河右岸，始建於1750年，面積1.17平方公里，海拔高度116米，2001年人口162。